# Roine Carlsson (gångare)
Roine Sven Torbjörn Carlsson, född 12 november 1943 i Lagga församling i Stockholms län, död 17 februari 2013 i Dannemorabygdens församling i Uppsala län, var en svensk gångare. Han tävlade för Alunda GK.
Carlsson tävlade för Sverige vid olympiska sommarspelen 1964 i Tokyo, där han slutade på 20:e plats på herrarnas 20 kilometer gång.
Han fick motta ett hederstecken av Svenska Gång- och Vandrarförbundet 1964.
Carlsson är gravsatt på Faringe kyrkogård.